# Asienpokal der Pokalsieger 2000/01
Der Asienpokal der Pokalsieger 2001/02 war die elfte Ausgabe des Asienpokals der Pokalsieger. Die Finalrunde wurde im saudi-arabischen Dschidda ausgetragen. Pokalsieger wurde zum ersten Mal der saudi-arabische Vertreter al-Shabab.

## Erste Runde
|                  | Gesamt    |                            | Hinspiel | Rückspiel | Region |
| ---------------- | --------- | -------------------------- | -------- | --------- | ------ |
| al-Wahda         | 01:10     | Hutteen                    | 1:5      | 0:5       | West   |
| Shja'eya Union   | 3:4       | al-Wihdat                  | 2:1      | 1:3       | West   |
| Safa             | 1 (w/o) 1 | al-Arabi                   |          |           | West   |
| al-Sadd          | 4:4 (a)   | al-Talaba                  | 1:1      | 3:3       | West   |
| al-Wahda         | 3:6       | Esteghlal                  | 3:2      | 0:4       | West   |
| Qairat Almaty    | 3:1       | Regar TadAZ                | 2:0      | 1:1       | West   |
| Nebitçi          | 7:5       | Dinamo Samarkand           | 4:3      | 3:2       | West   |
| Hồ Chí Minh City | 2:0       | Singapur Armed Forces      | 0:0      | 2:0       | Ost    |
| Police Tero      | 7:1       | Khan Research Laboratories | 1:1      | 6:0       | Ost    |
| Dalian Shide     | 9:1       | Club Valencia              | 8:0      | 1:1       | Ost    |

Anmerkung:

## Zweite Runde
|                  | Gesamt |                 | Hinspiel | Rückspiel | Region |
| ---------------- | ------ | --------------- | -------- | --------- | ------ |
| Hutteen          | 1:2    | al-Shabab       | 1:0      | 0:2       | West   |
| al-Sadd          | 1:3    | Esteghlal       | 0:1      | 1:2       | West   |
| al-Wihdat        | 2:1    | al-Arabi        | 2:1      | 0:0       | West   |
| Nebitçi          | 2:3    | Qairat Almaty   | 1:0      | 1:3       | West   |
| Dalian Shide     | 2:1    | Seongnam        | 2:0      | 0:1       | Ost    |
| Bontang          | 1:5    | Police Tero     | 0:1      | 1:4       | Ost    |
| Hồ Chí Minh City | 0:6    | Shimizu S-Pulse | 0:2      | 0:4       | Ost    |
| Nagoya Grampus   | 6:1    | Happy Valley    | 3:1      | 3:0       | Ost    |

## Viertelfinale
|               | Gesamt    |                 | Hinspiel | Rückspiel | Region |
| ------------- | --------- | --------------- | -------- | --------- | ------ |
| al-Shabab     | 3:2       | al-Wihdat       | 2:2      | 1:0       | West   |
| Qairat Almaty | 0:3       | Esteghlal       | 0:0      | 0:3       | West   |
| Dalian Shide  | (a)1:1(a) | Nagoya Grampus  | 0:0      | 1:1       | Ost    |
| Police Tero   | 3:5       | Shimizu S-Pulse | 2:2      | 1:3       | Ost    |

## Halbfinale
| al-Shabab                | al-Shabab                                                                        | Esteghlal                                                | Esteghlal |
| ------------------------ | -------------------------------------------------------------------------------- | -------------------------------------------------------- | --------- |
| al-Shabab                | \| 17. Mai 2001 in Dschidda \| \| Ergebnis: 3:2 (1:1) \|                         | \| 17. Mai 2001 in Dschidda \| \| Ergebnis: 3:2 (1:1) \| | Esteghlal |
| al-Shabab                | 1:0 Saeed al-Owairan (15.) 2:1 Abdullah Shehan (58.) 3:2 Khalid al-Dossary (87.) | 1:1 Mohammad Navazi (28.) 2:2 Ahmad Momenzadeh (60.)     | Esteghlal |
| 17. Mai 2001 in Dschidda |                                                                                  |                                                          |           |
| Ergebnis: 3:2 (1:1)      |                                                                                  |                                                          |           |

| Dalian Shide                   | Dalian Shide                                                        | Shimizu S-Pulse                                                     | Shimizu S-Pulse |
| ------------------------------ | ------------------------------------------------------------------- | ------------------------------------------------------------------- | --------------- |
| Dalian Shide                   | \| 17. Mai 2001 in Dschidda \| \| Ergebnis: 3:2 n. V. (2:2, 1:1) \| | \| 17. Mai 2001 in Dschidda \| \| Ergebnis: 3:2 n. V. (2:2, 1:1) \| | Shimizu S-Pulse |
| Dalian Shide                   | 1:0 Orlando (17.) 2:2 Orlando (59.) 3:2 Hao Haidong (109.)          | 1:1 Teruyoshi Itō (18.) 1:2 Daisuke Ichikawa (56.)                  | Shimizu S-Pulse |
| 17. Mai 2001 in Dschidda       |                                                                     |                                                                     |                 |
| Ergebnis: 3:2 n. V. (2:2, 1:1) |                                                                     |                                                                     |                 |

## Spiel um den dritten Platz
| Shimizu S-Pulse          | Shimizu S-Pulse                                                               | Esteghlal                                                | Esteghlal |
| ------------------------ | ----------------------------------------------------------------------------- | -------------------------------------------------------- | --------- |
| Shimizu S-Pulse          | \| 19. Mai 2001 in Dschidda \| \| Ergebnis: 3:1 (1:1) \|                      | \| 19. Mai 2001 in Dschidda \| \| Ergebnis: 3:1 (1:1) \| | Esteghlal |
| Shimizu S-Pulse          | 1:0 Takuma Koga (19.) 2:1 Takayuki Yokoyama (76.) 3:1 Takayuki Yokoyama (90.) | 1:1 Alireza Nikbakht Vahedi (34.)                        | Esteghlal |
| 19. Mai 2001 in Dschidda |                                                                               |                                                          |           |
| Ergebnis: 3:1 (1:1)      |                                                                               |                                                          |           |

## Finale
| al-Shabab                                                    | al-Shabab | Dalian Shide                                                                                 | Dalian Shide |
| ------------------------------------------------------------ | --- | -------------------------------------------------------------------------------------------- | ------------ |
| al-Shabab                                                    | \| 19. Mai 2001 in Prince Abdullah Al-Faisal Stadium (Dschidda) \| \| Ergebnis: 4:2 (2:1) \|                        | \| 19. Mai 2001 in Prince Abdullah Al-Faisal Stadium (Dschidda) \| \| Ergebnis: 4:2 (2:1) \| | Dalian Shide |
| al-Shabab                                                    | 1:0 Abdullah al-Wakid (24., Elfmeter) 2:0 Abdullah Shehan (25.) 3:1 Abdullah Shehan (48.) 4:1 Abdullah Shehan (74.) | 2:1 Yan Song (27.) 4:2 Hao Haidong (90.)                                                     | Dalian Shide |
| 19. Mai 2001 in Prince Abdullah Al-Faisal Stadium (Dschidda) | |                                                                                              |              |
| Ergebnis: 4:2 (2:1)                                          | |                                                                                              |              |